# Dilatazione termica

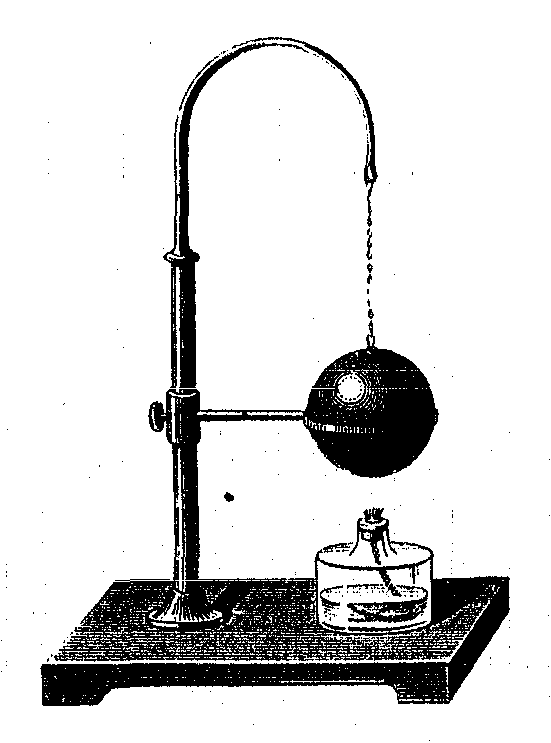
Illustrazione dell'anello di Gravesande, utilizzato per descrivere il fenomeno della dilatazione termica.

La dilatazione termica è un fenomeno fisico che si realizza quando un corpo (liquido, gassoso o solido) aumenta di volume all'aumentare della temperatura. Tale aumento è causato dalla variazione dell'oscillazione degli atomi attorno al punto di equilibrio, che normalmente viene identificato con la lunghezza di legame. L'oscillazione non è simmetrica, ma è maggiore nel senso dell'allontanamento dal punto di equilibrio. A livello macroscopico, quindi, il materiale si dilata in risposta all'aumento di temperatura. Nel caso l'andamento di tale dilatazione in funzione della variazione di temperatura sia lineare (come è per la maggior parte dei materiali per piccole variazioni - vedi sviluppo in serie di Taylor), è definito il coefficiente di dilatazione termica. Nei corpi solidi, avvengono tre tipi di dilatazione: dilatazione volumica, dilatazione superficiale e dilatazione lineare.

## Dilatazione volumica
Se la temperatura di un solido o di un liquido (ma non di un gas) passa dalla temperatura iniziale {\displaystyle T_{1}} a quella finale {\displaystyle T} rimanendo nel suo stato di aggregazione iniziale (solido o liquido), si constata sperimentalmente che il suo volume passa dal valore iniziale {\displaystyle V_{1}} a quello finale {\displaystyle V} in modo che la variazione del volume {\displaystyle \Delta V:=V-V_{1}} sia direttamente proporzionale al volume iniziale e alla variazione di temperatura {\displaystyle \Delta T:=T-T_{1}}.
Traducendo quanto detto in una formula, si ottiene la legge che regola la dilatazione volumica:
{\displaystyle \Delta V=kV_{1}\Delta T}
dove la costante {\displaystyle k} prende il nome di coefficiente di dilatazione cubica (o volumica) ed esprime l'aumento volumetrico di un corpo, avente un volume iniziale unitario di 1 m³, quando la sua temperatura aumenta di 1 °C. Il coefficiente di dilatazione volumica si misura in {\displaystyle ^{\circ }C^{-1}} oppure in {\displaystyle K^{-1}} ed il suo valore numerico dipende dalla sostanza di cui è costituito il corpo considerato. Le sostanze solide hanno un coefficiente di dilatazione volumica quasi sempre dell'ordine di {\displaystyle 10^{-5}K^{-1}} o {\displaystyle 10^{-4}K^{-1}} (fa eccezione il diamante per il quale {\displaystyle k=3,9*10^{-6}K^{-1}}) mentre il coefficiente di quelle liquide ha per lo più ordine di grandezza {\displaystyle 10^{-3}K^{-1}} (fa eccezione il mercurio per il quale {\displaystyle k=1,8*10^{-4}K^{-1}}).
Il volume finale {\displaystyle V} si trova aggiungendo al volume iniziale {\displaystyle V_{1}} la sua variazione: 
{\displaystyle V=V_{1}+\Delta V=V_{1}+kV_{1}\Delta T}
cioè
{\displaystyle V=V_{1}(1+k\Delta T)}
La legge precedente esprime la linearità del volume del corpo rispetto alla variazione di temperatura {\displaystyle \Delta T} che esso subisce. Il coefficiente angolare di questa legge lineare è  {\displaystyle kV_{1}} per cui esso dipende anche dal valore iniziale che si sceglie per il volume. Nella pratica, sia per i liquidi sia soprattutto per i solidi, questa dipendenza da {\displaystyle V_{1}}  non è rilevante in quanto il volume varia poco negli intervalli di temperature usualmente considerati che, tra l'altro, devono essere entro i limiti in cui il corpo si mantiene nello stato di aggregazione di partenza (solido o liquido).

## Dilatazione superficiale
Nella dilatazione superficiale, l'aumento della superficie ΔS è direttamente proporzionale alla superficie iniziale {\displaystyle S_{1}} e all'incremento di temperatura {\displaystyle \Delta T}
{\displaystyle \Delta S=\sigma S_{1}\Delta T}
dove σ è il coefficiente di dilatazione superficiale.
La superficie finale si trova aggiungendo a quella iniziale {\displaystyle S_{1}} la dilatazione avvenuta.
{\displaystyle S=S_{1}+\Delta S=S_{1}+\sigma S_{1}\Delta T}
{\displaystyle S=S_{1}(1+\sigma \Delta T)}

## Dilatazione lineare

Dilatazione termica lineare di una lamina costituita da due metalli differenti

Nella dilatazione lineare, l'aumento della lunghezza del corpo  {\displaystyle \Delta l} è direttamente proporzionale alla lunghezza iniziale {\displaystyle l_{1}} e alla variazione di temperatura {\displaystyle \Delta T}
{\displaystyle \Delta l=\lambda l_{1}\Delta T}
dove λ è il coefficiente di dilatazione lineare (e si misura in K−1).
La lunghezza finale si trova aggiungendo a quella iniziale {\displaystyle l_{1}} la sua variazione.
{\displaystyle l=l_{1}+\Delta l=l_{1}+\lambda l_{1}\Delta T}
{\displaystyle l=l_{1}(1+\lambda \Delta T)}

## Relazione tra i coefficienti di dilatazione cubica, superficiale e lineare
Nel caso di materiali isotropi i coefficienti {\displaystyle k}, {\displaystyle \sigma } e {\displaystyle \lambda } sono legati da questa relazione:
{\displaystyle k={\frac {3}{2}}\sigma =3\lambda }
Invece nel caso di materiali anisotropi gli effetti della dilatazione sono differenti a seconda della direzione che si prende in considerazione, per cui la relazione che lega i coefficienti di dilatazione cubica, superficiale e lineare dipende dalla particolare morfologia del materiale (la quale a sua volta dipende, oltre dalla composizione chimica del materiale, dall'intero processo di produzione e lavorazione al quale è sottoposto).

## Coefficienti di dilatazione termica dei solidi
Per un materiale, contrariamente a quanto si pensa, non esiste un solo coefficiente di dilatazione termica, ma ne esistono tanti quanti sono gli stati cristallini che può assumere il materiale (polimorfismo o allotropia).

## Coefficienti di dilatazione termica dei gas
Nei gas, a rigore, non avrebbe senso parlare di dilatazione, poiché essi non hanno un volume proprio, ma occupano sempre tutto il recipiente che li contiene. Si parla quindi più propriamente di "espansione" del gas.
Quando si ha un innalzamento di temperatura, nei gas le molecole si muovono più velocemente, e aumentano il numero di urti delle molecole con le pareti del recipiente per unità di tempo, e di conseguenza si ha un aumento di pressione.
Se riscaldiamo il gas in un recipiente chiuso avente una parete mobile, si nota che la parete si muove fino ad un certo punto, aumentando il volume del recipiente che racchiude il gas; si ha quindi nei gas un collegamento stretto tra volume e pressione.
In generale nel caso di un gas, il coefficiente volumetrico dovuto ad una espansione Isobara (termodinamica) è data da:
{\displaystyle \alpha _{V}={\frac {1}{V}}\,\left({\frac {\partial V}{\partial T}}\right)_{p}}
Ove p indica che la pressione è mantenuta costante durante la espansione, e "V" indica che la espansione è volumetrica (non lineare).
Per un gas a bassa densità vale la legge di Gas ideale.

## Effetti negativi della dilatazione termica e relative contromisure
Lo stress termico, chiamato anche shock termico,  è uno stato di sollecitazione interna ad un materiale causato da variazioni termiche che, se brusche, possono causare in elementi fragili la loro rottura.